# Stefano Fava
Stefano Fava (Roma, 4 luglio 1953 – Anzio, 30 novembre 2011) è stato un truccatore italiano.

## Biografia
All'inizio della carriera ha lavorato con il padre Otello Fava in Girolimoni, il mostro di Roma, nel film televisivo Gesù di Nazareth e in I predatori dell'anno Omega. Nella sua carriera, iniziata nel 1971 e durata oltre quarant'anni, ha collaborato con registi quali Franco Zeffirelli, Martin Scorsese, Michael Mann, Giuliano Montaldo, Werner Herzog e numerosi altri, lavorando in oltre ottanta film. 
Scompare nel novembre del 2011 all'età di 58 anni.

## Filmografia
- Maddalena, regia di Jerzy Kawalerowicz (1971)
- Girolimoni, il mostro di Roma, regia di Damiano Damiani (1972) – solo per Luciano Catenacci
- Le avventure di Pinocchio, regia di Luigi Comencini (1972)
- Io e lui, regia di Luciano Salce (1973)
- Il conte di Montecristo (The Count of Monte-Cristo), regia di David Greene – film TV (1975)
- Faccia di spia, regia di Giuseppe Ferrara (1975)
- Movie Rush - La febbre del cinema, regia di Ottavio Fabbri (1976)
- Gesù di Nazareth, regia di Franco Zeffirelli (1977)
- S.H.E. - La volpe, il lupo, l'oca selvaggia (S+H+E: Security Hazards Expert), regia di Robert Michael Lewis (1980)
- Da un paese lontano (From a Far Country), regia di Krzysztof Zanussi (1981)
- Fitzcarraldo, regia di Werner Herzog  (1982)
- I predatori dell'anno Omega (Warrior of the Lost World), regia di David Worth (1983) – effetti speciali sui trucchi
- She, regia di Avi Nesher (1984)
- Harem, regia di Arthur Joffé (1985)
- Manhunter - Frammenti di un omicidio (Manhunter), regia di Michael Mann (1986)
- Umi e - see you, regia di Koreyoshi Kurahara (1988)
- Tempo di uccidere, regia di Giuliano Montaldo (1990)
- The Comfort of Strangers, regia di Paul Schrader (1990)
- Ultrà, regia di Ricky Tognazzi (1991)
- L'ultimo dei Mohicani (The Last of the Mohicans), regia di Michael Mann (1992)
- La scorta, regia di Ricky Tognazzi (1993)
- Solomon & Sheba, regia di Robert M. Young (1995)
- Sono pazzo di Iris Blond, regia di Carlo Verdone (1996)
- 2012 MEGIDDO – The Omega Code 2, regia di Brian T. Smith (2001)
- Texas 46, regia di Giorgio Serafini (1995)
- Gangs of New York, regia di Martin Scorsese (1995)
- Il pane nudo (El khoubz el Hafi), regia di Rachid Benhadj (2005)
- Guerra e pace, regia di Robert Dornhelm (2007)
- Polvere, regia di M. D'Epiro e D. Proietti (2009)
- The World Makes Zombies, Short (2011)
- Piazza Fellini, regia di Valerio Ruiz (2011)